# Кара-Хаак
Кара-Хаак (тув. Кара-Хаак) — село в Кызылского кожууне Республики Тыва. Административный центр и единственный населённый пункт Кара-Хаакского сумона.

## География
Село находится у впадении р. Тапса в Большой Енисей, возле районных границ Пий-Хемского и Каа-Хемского районов.
Уличная сеть
ул. Ак-Даш,   ул. Иванова,   ул. Малчын,   ул. Маныкая Кок-оола, → ул. Механизаторов,   ул. Молодежная,   ул. Набережная,   ул. Новая,   ул. Оюна Балгана,   ул. Праведникова,   ул. Саморокова,   ул. Седен-оола Сергея,   ул. Совхозная,   ул. Школьная.
К селу административно относится местечко (населённый пункт без статуса поселения) м. Кужур
Географическое положение
Расстояние до:
районного центра Каа-Хем: 22 км.
областного центра Кызыл: 19 км.
Ближайшие населенные пункты
Черби 9 км, Сесерлиг (Германовка) 13 км, Кызыл 18 км, Каа-Хем 22 км, Хая-Бажи 26 км, Суш 28 км

## Население
| 2018 |
| ---- |
| 1427 |

## Инфраструктура
отделение почтовой связи села Кара-Хаак
Администрация села Кара-Хаак
Администрация сумона Кара-Хаак

## Транспорт
Автодорога местного значения.
Кара-Хаакский паром/